# ベンジオダロン
ベンジオダロン（Benziodarone）は、ベンゾフランを構造中に持つ有機化合物の1つである。アミオダロンやベンズブロマロンなどの誘導体として知られる。片仮名表記では、ベンズヨーダロンなどと書かれることもある。CAS登録番号は68-90-6。

## 構造
ベンジオダロンの分子式はC17H12I2O3であり、分子量は 518.089 (g/mol)である。ベンジオダロンには、特筆すべき誘導体が存在するので、以下に記述する。

### ベンズブロマロン
ベンジオダロンの分子内のヨウ素が2つとも臭素に置換された構造をしているのが、尿酸排泄促進薬の1つとして知られるベンズブロマロンである。

### アミオダロンなど

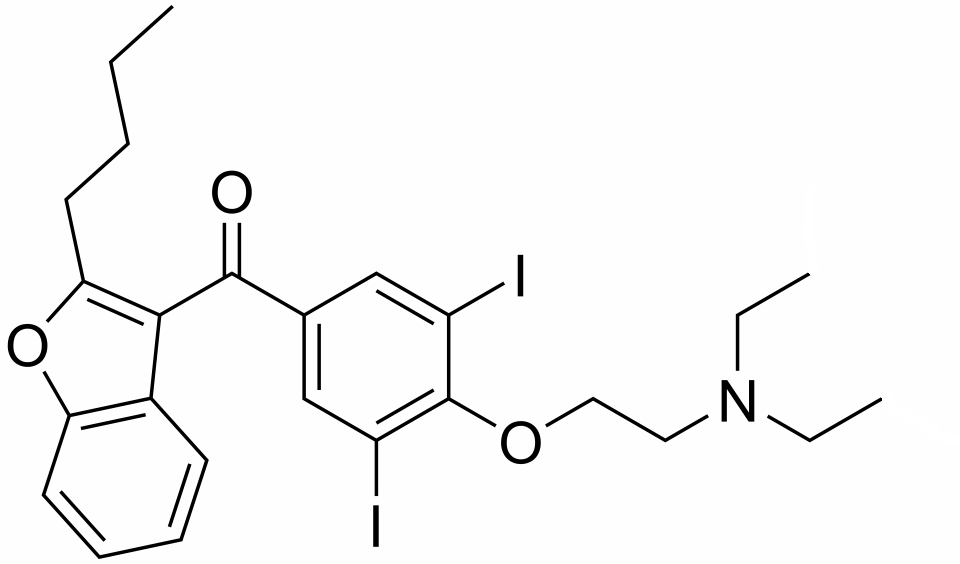
(参考)アミオダロンの構造。ベンジオダロンとの違いは、ベンゾフラン環から伸びる炭化水素鎖の長さが炭素2つ分異なる点と、分子内唯一の水酸基に、N,N-ジエチル-2-アミノエタノールの水酸基が脱水縮合してエーテル結合している点だけである。

この他、分子中にベンゾフランの構造を持っていって医薬品として用いられる化合物には、抗不整脈薬として知られるアミオダロンやドロネダロンが挙げられる。

## 生理活性
ベンジオダロンをWHOでは、心疾患が存在する時に使用する血管拡張薬に分類している。この他に、高尿酸血症モデルのラットにベンジオダロンを投与すれば、腎細動脈症（renal arteriolopathy）と腎性高血圧の発症予防ができたとの報告がある
。また、腎臓の移植手術後に発生した高尿酸血症の改善のためには、ベンジオダロンの他にアロプリノールも有効であるものの、この2剤で比較した時は、ベンジオダロンの方が有用であったとされている。なお、ベンジオダロンをマウスに経口投与した際の半数致死量は、450 (mg/kg)である。

## 合成法
ベンジオダロンの合成法は、何通りか知られている。例えば、ベンザロン（Benzarone）に、ヨウ素とヨウ化カリウムとを作用させる方法がある。

ベンジオダロンの合成法の例。なお、Acはアセチル基、Etはエチル基の略である。